# Гробница антипапе Јована XXIII
Гробница антипапе Јована XXIII је гробница коју су Донатело и Микелоцо направили од мермера и бронзе за Фирентинску крстионицу која се налази поред Фирентинске катедрале, а у којој је сахрањен антипапа Јован XXIII (Балдазаре Коза). Гробницу су наручили извршитељи антипапиног тестамента након његове смрти 22. децембра 1419. године, а завршена је током 1420-их година, чиме је успостављена као једно од раних обиљежја ренесансне Фиренце. Према Фердинанду Грегоровијусу, гробница је „истовремено гроб Великог раскола у цркви и посљедња папска гробница која је изван самог Рима”.
Антипапа је имао дугу историју сарадње са Фиренцом, која га је неко вријеме током Западног раскола сматрала законским папом. Гробница се често тумачи као покушај јачања легитимитета Козиног понитификата, повезујући га са духовно моћним мјестом крстионице. Истицање папске симболике на гробници и везе између Козе и Фиренце тумачена је као одбијање Козиног насљедника папе Мартина V или као индиректна „самопромоција Медичија”, јер би таква гробница сматрана неприхватљивом за грађане Фиренце.
Дизајн гробнице обухватао је фигуре три врлине у нишама, грб породице Коза, позлаћени бронзани лежећи лик који је постављен изнад саркофага са натписом ослоњеном на носаче корбала, а изнад њега Богородица са дјететом у полулунети, са балдахином изнад свега. У вријеме завршетка гробница је била највиша скулптура у Фиренци и једна од ријетких гробница у крстионици или сусједној катедрали. Гробница је била прва од неколико сарадњи Донатела и Микелоца, а историчари умјетности су расправљали о приписивању различитих елемената сваком од њих, као и о тумачењима њиховог дизајна и иконографије.

## Антипапа Јован XXIII
Антипапа Јован XXIII имао је компликован живот, насљедство и однос са градом Фиренцом. Балдазаре Коза је био напуљски племић који је одрастао у Болоњи. Папа Бонифације IX је Козу унаприједио у надбискупа Болоње 1396. године и поставио га за кардинала 1402. године. Након Сабора у Пизи 1409. године, Коза је подстакао побуну против папе Гргура XII, који је одбио да поднесе оставку. Коза је лишен кардиналитата, али га је обновио антипапа Александар V, кога је вијеће изабрало.
Коза је наслиједио Александра V као Јован XXIII 1410. године. Јована су као папу признале Француска, Енглеска, Бохемија, Пруска, Португалија, дијелови Светог римског царства и бројне сјеверноиталијаске градови-републике, међу којима су Фиренца и Венеција; међутим авињонског папу Бенедикта XIII су папом сматрали краљевине Арагон, Кастиља и Шкотска, а Гргура XII су и даље фаворизовали Ладислав Напуљски, Карло I Малатеста, кнезови Баварске, Лудвиг III Палатинатски, и дијелови Њемачке и Пољске.
Кад је Ладислав Напуљски освојио Рим 1413. године, Јован XXIII је био приморан да побјегне у Фиренцу. Жигмунд, владар Светог римског царства, проморао је Јована XXIII да сазове Сабор у Констанцу 1414. године, иако је, када је пријетња његовом понтификату и вјероватно његовој личности постала очигледа, побјегао је 1415. године. Иако је очекивао да ће његов одлазак растурити Сабор, чланови, који су били позвани да му се придруже под заштитом Фридриха IV, војводе од Аустрије, наставили су да дјелују тамо гдје су и били. Док је Јован XXIII покушавао да се пробије према територији Јована II, војводе од Бургундије, Фридрих IV га је предао у надзор Жигмунда и Сабора, а Лудвиг III Палатинатски га је ухапсио.
У међувремену је Сабор смијенио Јована XXIII 29. маја 1415. године и изабрао папу Мартина V 11. новембра 1417. године; Мартин V се упутио у Фиренцу фебруара 1419. године. Фирентинска република је откупила Козу 1419. године (Лудвиг III је прекинуо оданост Жигмунду 1417. године), под диригенцијом Ђованија Медичија. Његова откупнина могла је бити награда за његову помоћ Фиренци у прошлости, или маневар за вршење притиска на Мартина V (који је и даље био у Фиренци; у Рим је стигао септембра 1420. године), или обоје. Коза је помогао Фиренци да освоји Пизу 1405. године у својству папинског легата у Болоњи и, као папа, одредио је банку Медичи као генерално спремиште за папине финансије.
У Фиренци се Коза потчинио Мартину V 14. јуна 1419. године, а 26. јуна је награђен кардиналским шеширом, да би 22. децембра преминуо. Иако је добио титулу кардинала бискупа Тускула, Коза је себе називао „кардиналом Фиренце”.

### Сахрана
Козино тијело премјештено је у крстионицу, а деветодневну сахрану, како је прописано у Ordo Romanus, посјетили су бројни чланови фирентинске елите и папског двора. Козин леш је био окруњен бијелом митром са његовим кардиналским шеширом крај ногу на погребном носачу током ритуала, који су се у потпуности одвијали унутар Фирентинске крстионице и Фирентинске катедрале. Током прва три дана церемонија прослављени су улога Козе као кардинала и папе, улога савезника Фиренце и улога приватног грађанина. Привремено је покопан док гробница није завршена.

## Поручивање
Преговори око поручивања Козине гробнице трајали су око денецију након његове смрти. Козина последња воља и тестамент — написано на његовој самртној постељи 22. децембра 1419. године — били су сачињени од неколико уобичајених фирентинских грађанских заоставштина, добротворних дјела и традиционалних црквених учтивости, али је главни дио своје имовине оставио својим нећацима Микелеу и Ђованију. Насљедство које је оставио својим нећацима имало је приоритет, а разни повјериоци су и даље оспоравали његову имовину док је гробница била завршавана.
Коза је за извршитеље своје воље одредио четири истакнута Фирентинца: Бартоломеа ди Талдо Валорија, Николоа да Узана, Ђованија ди Бићи де Медичија и Вијерија Гвадањија, при чему је било којој двојици извршитеља било дозвољено да дјелују у име све четворице, што су Валори и Медичи урадили. Валори је преминуо 2. септембра 1427. године, а до тада је и Гвадањи већ преминуо, а Узано одавно изгубио интересовања, при чему је преостали посао поручивања гробнице пао на Ђованија — или вјероватније — Козима де Медичија.
Извршитељи су тврдили да им је Коза открио жељу да буде сахрањен у крстионици, али да је био сувише скроман да би то захтијевао у тестаменту. Већина каснијих учењака прихвата ово свједочење извршитеља, приписујући Кози „тактичност и тактику”, мада је барем један претпостављао да су извршитељи изабрали крстионицу против Козиних жеља.